# Васлен, Олив Шарлье
Олив Шарлье Васлен (фр. Olive-Charlier Vaslin; 8 марта 1794 года, Монтрёй-Белле — 1889, Сен-Жюльен-сюр-Сарт) — французский виолончелист.
Окончил Парижскую консерваторию (1811), ученик Шарля Бодио; по собственному утверждению, многим в своём музыкальном образовании обязан и профессору класса скрипки Пьеру Байо. В 1818—1844 гг. играл в оркестре Парижской оперы; в Оркестре концертного общества Парижской консерватории с основания (1828) и до 1845 г. — ушёл из оркестра после того, как на место концертмейстера виолончелей, освобождённое Луи Норбленом, был назначен не он, а Огюст Франкомм. Как ансамблист в 1833 г. принимал участие в одном из первых «исторических концертов», организованных Франсуа Жозефом Фети.
В 1827—1859 гг. профессор Парижской консерватории. В 1884 г. опубликовал учебное пособие «Искусство виолончели» (фр. L'Art du violoncelle).